# Sokoły (gmina)
Pour les articles homonymes, voir Sokoły.
Sokoły est une gmina rurale du powiat de Wysokie Mazowieckie, Podlachie, dans le nord-est de la Pologne. Son siège est le village de Sokoły, qui se situe environ 15 km au nord-est de Wysokie Mazowieckie et 35 km au sud-ouest de la capitale régionale Białystok.
La gmina couvre une superficie de 155,57 km2 pour une population de 5 952 habitants.

## Géographie
La gmina inclut les villages de Bruszewo, Bruszewo-Borkowizna, Bujny, Chomice, Czajki, Drągi, Dworaki-Pikaty, Dworaki-Staśki, Idźki Młynowskie, Idźki Średnie, Idźki-Wykno, Jabłonowo-Kąty, Jabłonowo-Wypychy, Jamiołki-Godzieby, Jamiołki-Kowale, Jamiołki-Piotrowięta, Jamiołki-Świetliki, Jeńki, Kowalewszczyzna, Kowalewszczyzna-Folwark, Kruszewo-Brodowo, Kruszewo-Głąby, Kruszewo-Wypychy, Krzyżewo, Mojsiki, Noski Śnietne, Nowe Racibory, Perki-Bujenki, Perki-Franki, Perki-Karpie, Perki-Lachy, Perki-Mazowsze, Perki-Wypychy, Pęzy, Porośl-Kije, Roszki-Chrzczony, Roszki-Leśne, Roszki-Sączki, Roszki-Ziemaki, Rzące, Sokoły, Stare Racibory, Stare Truskolasy, Truskolasy-Lachy, Truskolasy-Niwisko, Truskolasy-Olszyna, Truskolasy-Wola et Waniewo.
La gmina borde les gminy de Choroszcz, Kobylin-Borzymy, Kulesze Kościelne, Łapy, Nowe Piekuty, Poświętne et Wysokie Mazowieckie.